# Edwin Hawkins
Edwin Reuben Hawkins (Oakland, 18 agosto 1943 – Pleasanton, 15 gennaio 2018) è stato un pianista, compositore e direttore di coro statunitense, vincitore del Grammy Award per la musica Gospel, musicista di R&B,  direttore di coro e arrangiatore.
È stato uno degli ideatori dello urban contemporary gospel. Lui e gli Edwin Hawkins Singers sono molto conosciuti per il loro arrangiamento di "Oh Happy Day" (1968-69), che fu incluso nella lista delle canzoni del secolo. "Oh Happy Day" fu riprodotta dal gruppo The Four Seasons nel loro album Half & Half uscito nel 1970. Gli Edwin Hawkins Singers sono molto conosciuti anche per la cantante (backing) Melanie nella canzone "Lay Down (Candles in the Rain)".
All'età di sette anni Hawkins è già il pianista del coro gospel di famiglia. Insieme a Betty Watson è stato il cofondatore del Northern California State Youth Choir, che includeva quasi 50 membri. Questo coro registra il suo primo album nel 1968, Let Us Go into the House of the Lord che fu un vero flop. Quando le radio dell'area di Baia di San Francisco iniziarono a trasmettere una canzone dell'album, "Oh Happy Day", questa divenne molto popolare. Caratterizzando la lead vocal di Dorothy Coombs Morrison, fu pubblicato il singolo che vendette milioni di copie in due mesi. Nel 1969 il singolo saltò alla quarta posizione della classifica pop degli Stati Uniti e alla seconda in quelle del Regno Unito.
La canzone divenne un successo internazionale, vendendo più di 7 milioni di copie e Hawkins fu premiato con il suo primo Grammy Award. In tutto ha vinto quattro Grammy Awards:
- 1970: Miglior Soul Gospel Performance — "Oh Happy Day", eseguita dagli Edwin Hawkins Singers;
- 1971: Miglior Soul Gospel Performance — "Every Man Wants to Be Free", eseguita dagli Edwin Hawkins Singers;
- 1978: Miglior Soul Gospel Performance, Contemporaneo — "Wonderful!";
- 1993: Miglior Gospel Choir or Chorus Album — direzione del coro Edwin Hawkins Music & Arts Seminar Mass Choir – Recorded Live in Los Angeles, eseguita dagli Music & Arts Seminar Mass Choir.

## Discografia
- Let Us Go Into the House of the Lord (1968)
- Oh Happy Day (1969) (Buddah Records riedizione del precedente LP del 1968)
- Hebrew Boys (1969)
- Ain't It Like Him (1970)
- More Happy Days (1971)
- Peace Is Blowin' In The Wind (1972)
- Children Get Together (1972)
- I'd Like To Teach the World To Sing (1973)
- New World (1974)
- Edwin Hawkins Presents the Matthews Sisters (1975)
- Wonderful (1976)
- The Comforter (1977)
- Imagine Heaven (1982)
- Music and Arts Seminar Mass Choir (1983)
- Angels Will Be Singing with the Music and Arts Seminar Mass Choir (1984)
- Have Mercy with the Music and Arts Seminar Mass Choir (1985)
- Give Us Peace with the Music and Arts Seminar Mass Choir (1987)
- That Name with the Music and Arts Seminar Mass Choir (1988)
- Face to Face (1990)
- Love Is the Only Way (1998)

## Onorificenze
Introdotto nel Christian Music Hall of Fame nel 2007.